# Луганський сільський округ
Луга́нський сільський округ (каз. Луганск ауылдық округі, рос. Луганский сельский округ) — адміністративна одиниця у складі Павлодарського району Павлодарської області Казахстану. Адміністративний центр — село Луганськ.
Населення — 2187 осіб (2021; 2233 у 2009, 2891 у 1999, 3007 у 1989).
Станом на 1989 рік існувала Луганська сільська рада (села Богдановка, Духовницьк, Луганськ).

## Склад
До складу округу входять такі населені пункти:
| Населений пункт  | Старі назви             | Населення, осіб (1989) | Населення, осіб (1999) | Населення, осіб (2009) | Населення, осіб (2021) |
| ---------------- | ----------------------- | ---------------------- | ---------------------- | ---------------------- | ---------------------- |
| Аккудик, село    | Духовницьк, Духовницьке | 441                    | 373                    | 153                    | 129                    |
| Богдановка, село | -                       | 522                    | 516                    | 403                    | 262                    |
| Луганськ, село   | Луганське               | 2044                   | 2002                   | 1677                   | 1796                   |